# 基亞班巴
基亞班巴（Quillabamba）是秘魯的城市，位於該國南部，由庫斯科大區負責管轄，始建於1857年7月25日，海拔高度1,050米，主要經濟活動是農業，農產品有可可豆、咖啡、水果和茶葉。